# انریکه آرسه
انریکه آرسه (اسپانیایی: Enrique Arce‎؛ زادهٔ ۸ اکتبر ۱۹۷۲) بازیگر سینما و تلویزیون اهل اسپانیا است. وی از سال ۱۹۹۶ میلادی تاکنون مشغول فعالیت بوده‌است.
از فیلم‌ها یا برنامه‌های تلویزیونی که وی در آن نقش داشته‌است می‌توان به فراتر از احیاگر، صلیب آهنین، نابودگر: سرنوشت تاریک، فیزیک یا شیمی، سقوط شوالیه و خانه کاغذی اشاره کرد.